# Spede Pasanen
Pour les articles homonymes, voir Pasanen.
Pertti Olavi Pasanen dit Spede Pasanen (né le 10 avril 1930 à Kuopio et mort le 7 septembre 2001 à Kirkkonummi) est un réalisateur et producteur de film, comédien et inventeur finlandais.

## Filmographie

### Programmes télévisuels
| Année                            | Série                                                        | Autres |
| -------------------------------- | ------------------------------------------------------------ | ------ |
| 1964, 1971–1976, 1982, 1984–1987 | Spede Show                                                   | Yle    |
| 1965                             | Speden saluuna                                               | Yle    |
| 1965-1970                        | Spedevisio                                                   | Yle    |
| 1967–1971                        | 50 pientä minuuttia                                          | Yle    |
| 1974                             | Robin Hood ja hänen iloiset vekkulinsa Sherwoodin pusikoissa | Yle    |
| 1985–2005                        | Kymppitonni                                                  | MTV3   |
| 1986                             | Uuno Turhapuro armeijan leivissä                             | MTV3   |
| 1988–1991                        | Vesku Show                                                   | MTV3   |
| 1989–1991                        | Pulttibois                                                   | MTV3   |
| 1991                             | Junnutonni                                                   | MTV3   |
| 1991–1992                        | Speden tee-se-itse TV                                        | MTV3   |
| 1991–1995                        | Hynttyyt yhteen                                              | MTV3   |
| 1988–2002                        | Speden Spelit                                                | MTV3   |
| 1993–1994                        | Tsa Tsa Tsaa                                                 | MTV3   |
| 1994–1995                        | Blondi tuli taloon                                           | MTV3   |
| 1996                             | Uuno Turhapuro                                               | MTV3   |
| 1996–1998                        | Ihmeidentekijät                                              | MTV3   |
| 1998                             | Valkoinen veli                                               | MTV3   |
| 1999                             | Sana mania                                                   | MTV3   |
| 2000–2002                        | Parhaat vuodet                                               | MTV3   |
| 2003                             | Kuumia aaltoja                                               | MTV3   |

### Films
| Année | Film                                                                     | S | R | A |
| ----- | ------------------------------------------------------------------------ | - | - | - |
| 1964  | X-Paroni                                                                 | S | R | A |
| 1966  | Millipilleri                                                             | S | R | A |
| 1967  | Pähkähullu Suomi                                                         | S |   | A |
| 1968  | Noin 7 veljestä                                                          | S |   | A |
| 1969  | Näköradiomiehen ihmeelliset siekailut                                    | S |   | A |
| 1969  | Leikkikalugangsteri                                                      | S |   | A |
| 1969  | Pohjan tähteet                                                           | S |   | A |
| 1970  | Speedy Gonzales – noin 7 veljeksen poika                                 | S |   | A |
| 1970  | Jussi Pussi                                                              |   |   |   |
| 1971  | Kahdeksas veljes                                                         | S | R | A |
| 1971  | Hirttämättömät                                                           | S | R | A |
| 1971  | Saatanan radikaalit                                                      |   |   |   |
| 1973  | Uuno Turhapuro                                                           | S |   | A |
| 1974  | Viu-hah hah-taja                                                         | S |   | A |
| 1975  | Professori Uuno D. G. Turhapuro                                          | S |   | A |
| 1976  | Lottovoittaja UKK Turhapuro                                              | S |   | A |
| 1977  | Häpy Endkö? Eli kuinka Uuno Turhapuro sai niin kauniin ja rikkaan vaimon | S |   | A |
| 1978  | Rautakauppias Uuno Turhapuro – presidentin vävy                          | S |   | A |
| 1979  | Koeputkiaikuinen ja Simon enkelit                                        | S | R | A |
| 1980  | Tup-akka-lakko                                                           | S | R | A |
| 1981  | Uuno Turhapuron aviokriisi                                               | S |   | A |
| 1981  | Pölhölä                                                                  | S |   |   |
| 1982  | Uuno Turhapuro menettää muistinsa                                        | S |   | A |
| 1983  | Uuno Turhapuron muisti palailee pätkittäin                               | S |   | A |
| 1984  | Lentävät luupäät                                                         | S | R | A |
| 1984  | Uuno Turhapuro armeijan leivissä                                         | S |   | A |
| 1985  | Hei kliffaa hei                                                          | S |   | A |
| 1985  | Uuno Epsanjassa                                                          |   |   | A |
| 1986  | Uuno Turhapuro muuttaa maalle                                            |   |   | A |
| 1986  | Liian iso keikka                                                         |   |   |   |
| 1986  | Pikkupojat                                                               | S |   | A |
| 1987  | Uuno Turhapuro – kaksoisagentti                                          | S | R | A |
| 1987  | Fakta homma                                                              |   |   |   |
| 1988  | Tupla-Uuno                                                               | S |   | A |
| 1988  | Onks Viljoo näkynyt                                                      |   |   |   |
| 1990  | Uunon huikeat poikamiesvuodet maaseudulla                                | S |   | A |
| 1990  | Rampe & Naukkis – kaikkien aikojen superpari                             |   |   |   |
| 1991  | Uuno Turhapuro herra Helsingin herra                                     | S |   | A |
| 1992  | Uuno Turhapuro – Suomen tasavallan herra presidentti                     | S |   | A |
| 1993  | Uuno Turhapuron poika                                                    | S | R | A |
| 1993  | Romanovin kivet                                                          |   |   |   |
| 1994  | Uuno Turhapuron veli                                                     | S |   | A |
| 1994  | Pekko ja poika                                                           |   |   |   |
| 1998  | Johtaja Uuno Turhapuro – pisnismies                                      |   |   | A |
| 1999  | Naisen logiikka                                                          | S | R | A |

| Année     | Film                                     | Rôle                                                                   |
| --------- | ---------------------------------------- | ---------------------------------------------------------------------- |
| 1954      | Laivan kannella                          | homme dans une taverne                                                 |
| 1955      | Sankarialokas                            | caporal, novice, arabe                                                 |
| 1955      | Säkkijärven polkka                       | homme du train                                                         |
| 1955      | Villi Pohjola                            | serviteur du maire                                                     |
| 1956      | Tyttö tuli taloon                        | cuisinier                                                              |
| 1956      | Tyttö lähtee kasarmiin                   | recrue Kookas                                                          |
| 1956      | Rintamalotta                             | sotilas                                                                |
| 1956      | Anu ja Mikko                             | le garçon du village                                                   |
| 1957      | Pekka ja Pätkä ketjukolarissa            | homme dans un salon                                                    |
| 1957      | Vääpelin kauhu                           | recrue                                                                 |
| 1957      | Pekka ja Pätkä sammakkomiehinä           | Réserviste                                                             |
| 1957      | Asessorin naishuolet                     | pianiste                                                               |
| 1958      | Pekka ja Pätkä Suezilla                  | Soldat de l'ONU                                                        |
| 1959      | Ei ruumiita makuuhuoneeseen              | Méchant espagnol                                                       |
| 1961      | Mullin mallin                            | Cuisinier                                                              |
| 1962      | Taape tähtenä                            | Jöns, garde du corps                                                   |
| 1963      | Hopeaa rajan takaa                       | Paukku                                                                 |
| 1964      | X-Paroni                                 | Baron Wilhelm von Tandem, paysan Kalle                                 |
| 1966      | Millipilleri                             | Tarmo Saari                                                            |
| 1967      | Pähkähullu Suomi                         | Millionnaire William Njurmi                                            |
| 1968      | Noin 7 veljestä                          | Propriétaire du manoir Sir Wilhelm, Robin des bois                     |
| 1969      | Näköradiomiehen ihmeelliset siekailut    | Mikko Syvärivi, organisateur, humoriste K. Ovimikko                    |
| 1969      | Leikkikalugangsteri                      | fabricant de jouets Jim King                                           |
| 1969      | Pohjan tähteet                           | Producteur Sinisanta, propriétaire de Cavalier Productions             |
| 1970      | Speedy Gonzales – Noin 7 veljeksen poika | Speedy Gonzales, Moses Gonzales                                        |
| 1971      | Kahdeksas veljes                         | Jalli Riivatsalo                                                       |
| 1971      | Hirttämättömät                           | Speedy Gonzales                                                        |
| 1974      | Viu-hah hah-taja                         | Officier Konsta Peli                                                   |
| 1979      | Koeputkiaikuinen ja Simon enkelit        | Matemaatikko Mauno Mutikainen / Koeputkiaikuinen Richard Iljevits Jyrä |
| 1980      | Tup-akka-lakko                           | Mathématicien Mauno Mutikainen alias agent DDT                         |
| 1984      | Lentävät luupäät                         | Tavastien d'Ostrobotnie piqué par une mouche                           |
| 1986      | Pikkupojat                               | Kake, directeur Rögstrand                                              |
| 1973–2004 | Uuno Turhapuro                           | Härski Hartikainen                                                     |

## Prix et récompenses
- Jussi-béton pour l'œuvre d'une vie, 1985